# هوغو فرنانديز (دبلوماسي)
هوغو فرنانديز (بالإسبانية: Hugo Fernández Faingold) (و. 1947  م) هو دبلوماسي، وسياسي أوروغوياني، ولد في مونتفيدو. تعلم في جامعة كولومبيا.